# Gimstad
Gimstad est une localité du comté de Nordland, en Norvège.

## Géographie
Administrativement, Gimstad fait partie de la kommune de Bø.